# Iveco ACM 90
L'IVECO ACM 90 aussi connu en Italie sous le label « Fiat ACM 80/90 », est un camion militaire moyen dévolu au transport de matériel et des troupes, conçu et produit à l'origine par le constructeur italien Fiat V.I. qui avait déjà procédé à la création du groupe IVECO D.V., à la suite d'une commande de l'Armée de terre italienne en 1990. 
Le code usine de ce véhicule est Fiat 6613G.
L'appellation italienne des véhicules militaires se déchiffre ainsi :
- AC : Autocarro = Camion
- M : Medio = Moyen
- 90 : Année de la commande

Ce véhicule est dérivé de la gamme Iveco PC 4x4 qui comprenait, en 1975 lors de son lancement, les versions 75 et 90. Cette version militaire ACM 90 présente une grande nouveauté. Le chauffeur peut à loisir opter pour une transmission 4x2 ou 4x4 que le camion soit à l'arrêt ou en marche sous effort dans un terrain difficile.
Ce véhicule est en passe d'être totalement radié par l'armée car il est progressivement remplacé par la gamme Iveco ACTL, lancée à partir de l'an 2000.

## Caractéristiques techniques
- Moteur : Fiat 8060.02 - 6 cylindres en ligne
- Cylindrée : 5 861 cm3
- Poids à vide : 4700 kg
- Charge utile : 4000 kg
- Charge remorquable : 6413 kg
- Puissance : 125 kW - 170 ch à 3 000 tr/min
- Couple max : 460 N m à 2 000 tr/min
- Alimentation électrique : 24 V
- Dimensions : 
  - Longueur : 6413 mm
  - Largeur : 2270 mm
  - Hauteur : 3085 mm
- Nombre de vitesses : 5
- Vitesse maxi : 87 km/h
- Traction : intégrale 4x4
- Volume du réservoir : 155 litres
- Nombre places : cabine = 2 + plateau = 16
- Autonomie : 500 km.

## Pays ayant acquis ce camion
- Italie : l'Esercito Italiano, l'Aeronautica Militare, la Marina Militare, les Carabinieri, le Corpo Forestale dello Stato, la Polizia di Stato, la Polizia Penitenziaria, la Croix-Rouge italienne et le CICR et les Sapeurs pompiers italiens ont acquis plus de 3.000 exemplaires de ce camion.
- Albanie
- Bolivie
- Djibouti[1]
- Liban
- Macédoine
- Malte[2]
- Pakistan
- Portugal
- Singapour
- Somalie

Nota : Comme à son habitude, le constructeur italien ne dévoile jamais le nombre de véhicules fournis aux armées italienne et étrangères. Le nombre de 10.000 exemplaires est une addition des commandes publiées par les différentes armées, au risque de ne pas les avoir toutes comptabilisées.